# Federal Emergency Management Agency
Het Federal Emergency Management Agency (FEMA, Nederlands: 'federaalbureau voor rampenbestrijding') is een agentschap van het United States Department of Homeland Security (DHS) binnen het "Emergency Preparedness and Response Directorate". Opgericht door president Jimmy Carter op 1 april 1979 (executive order 12127).
De doelstelling van FEMA is het coördineren van de hulpverlening na een ramp die plaatsgevonden heeft binnen de VS en waarvoor de lokale autoriteiten niet over de benodigde capaciteiten beschikken.
De gouverneur van de getroffen staat moet in een voorkomend geval de noodtoestand uitroepen en formeel aan de president verzoeken om assistentie van de federale regering.
Een van de belangrijkste taken van FEMA ter plaatse is logistieke ondersteuning. Daarvoor beschikt FEMA onder meer over mobiele 'basiskampen' die snel op te zetten zijn om hulpverleners ter plaatse onderdak en ondersteuning te bieden. Ook is FEMA verantwoordelijk voor het verdelen van door de regering beschikbaar gestelde fondsen voor hulp en herstel voor zowel burgers als bedrijven. FEMA laat op haar kosten ook lokaal personeel trainen in de VS en haar territorium.